# Newbouldia
Newbouldia, monotipski biljni rod iz porodice katalpovki smješten u tribus paleotropske klade . Jedina je vrsta N. laevis, stablo iz tropske zapadne Afrike. 

## Opis
Newbouldia laevis je brzorastući zimzeleni grm ili stablo. Doseže visinu samo od 3 do 8 metara na zapadu svog areala, ali može doseći visinu i do 20 metara na istoku. Promjer debla može biti do 90 cm, ali je obično manji.

## Upotreba
Drvo je umjereno tvrdo, ujednačene teksture i izdržljivo. Pri rezanju drvo ostaje živo i dugo se ne raspada pa se često koristi za izradu drški noževa, ograda, stupova, mostova i vanjske stolarije. Također se koristi za pravljenje kočića za penjanje jama. Drvo ima niz lokalnih ljekovitih namjena, za koje se skuplja iz divljine. Često se koristi kao živica za označavanje granica, a ponekad se uzgaja i kao ukrasna biljka, gdje je cijenjena zbog svojih cvjetova.

## Rasprostranjenost
Zapadna tropska Afrika - od Senegala do Kameruna i Gabona.

## Staništa
Sekundarne i suhe šume, obično se nalaze u šumama koje se obnavljaju.

## Ljekovitost
Stablo, a posebno kora, naširoko se koristi u tradicionalnoj medicini Afrike. Korijen i lišće često se koriste zajedno. Oni su poznati lijek za skrotalnu elefantijazu ili za bilo koji oblik orhitisa, piju se izvarci ili se materijali istucaju i nanose vrući.
- N. laevis
- N. laevis

## Sinonimi
- Bignonia glandulosa Schum.; E. Thonn. & F. C. Schumach., Beskr. Guin. Pl.: 274 (1827)
- Newbouldia pentandra (Hook.) Seem.; J. Bot. 8: 338 (1870)
- Spathodea adenantha G.Don; Gen. Hist. 4: 222 (1838)
- Spathodea jenischii Sond.; Neue Allg. Deutsche Garten- Blumenzeitung 4: 370 (1848)
- Spathodea laevis Beauverd; Fl. Oware 1: 48 (1805)
- Spathodea pentandra Hook.; Bot. Mag. 65: t. 3681 (1838)
- Spathodea speciosa Brongn.; Herb. Gén. Amat., sér. 2, 4: t. 70 (1844)
- Spathodea speciosa C.Morren; Ann. Soc. Roy. Agric. Gand 5: 213 (1849), nom. illeg.